# Chiesa di San Martino (Careno)
La chiesa di San Martino è un edificio religioso di origine medievale di Careno, frazione del comune di Nesso sul Lago di Como, situato quasi a picco sul lago.

## Storia
Sebbene non sia possibile risalire all'anno di fondazione della chiesa, è certa la sua esistenza antecedente il 1184, anno di datazione di un documento a firma di papa Lucio III dove viene citata per la prima volta. Fu chiesa parrocchiale della frazione di Careno fino alla metà del XVII secolo, quando fu eretta la chiesa della Beata Vergine Assunta a cui fu trasferito il beneficio parrocchiale.

## Architettura e apparato decorativo
L'accesso all'edificio avviene attraverso una porta sulla facciata settentrionale che conduce a un portico con affaccio sul lago, a ovest. Il lato occidentale è caratterizzato anche da un'apertura circolare e resti di affreschi non più leggibili. Il campanile, anch'esso posto sul lato verso il lago, presenta una morfologia tipica dell'architettura romanica con feritoie, monofore e bifore, mentre la parte sommitale è un'aggiunta di epoca più recente.
La chiesa, anch'essa in stile romanico, presenta una pianta presenta un'aula a navata unica con copertura a volta a crociera e terminante con un presbiterio rettangolare, separato dall'aula attraverso un arco a sesto ribassato. L'apparato pittorico è di epoca cinquecentesca, rimasta coperta da strati di intonaco per lungo tempo: oggi è visibile e riveste le pareti del presbiterio, con una Crocifissione tra due santi (anche se uno di essi potrebbe essere identificato con il beato Urbano II) e Sant'Antonio abate, e i costoloni della volta della navata, ornati da motivi floreali.
L'arco che separa aula e presbiterio è decorato con tre ovali all'interno dei quali sono raffigurate le figure dell'Annunciazione (Angelo annunciante, Vergine annunciata e Dio Padre).